# Zadni Lendacki Żleb

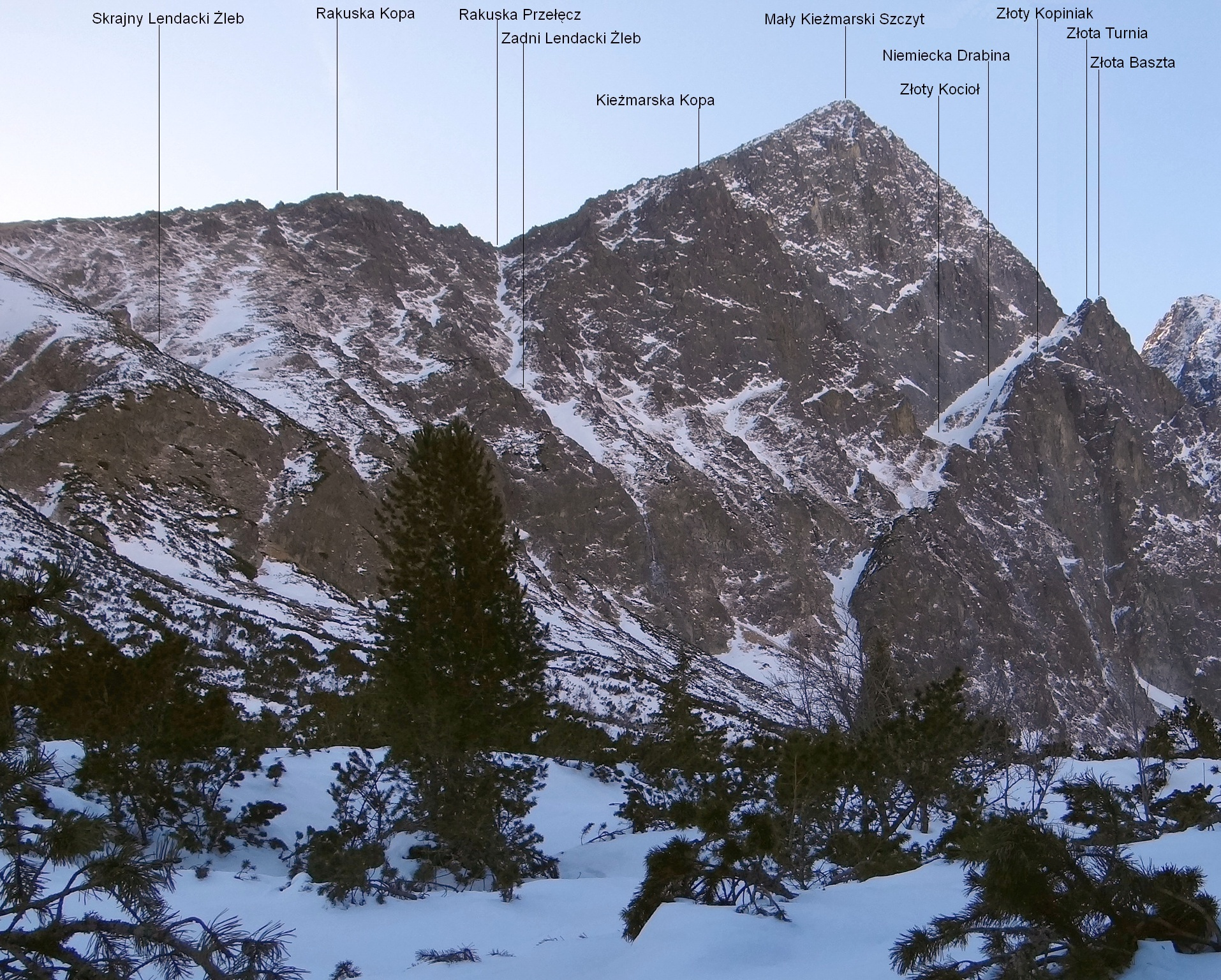
Widok z Zielonej Doliny Kieżmarskiej

Zadni Lendacki Żleb (słow. Zadný Lendacký žľab) – żleb w słowackich Tatrach Wysokich opadający spod Rakuskiej Przełęczy (Nižné sedlo pod Svišťovkou) do Zielonej Doliny Kieżmarskiej (dolina Zeleného plesa). Jego orograficznie prawe obramowanie tworzy Lendacka Ubocz opadająca z Rakuskiej Kopy (Svišťov hrb), lewe grzęda Złotej Czuby (Zlatý hrb). Żleb opada z wysokości około 2000 m do wysokości około 1550 m. Jest całkowicie kamienisto-piarżysty, górą bardzo stromy, w dolnej części podcięty pionową ścianą, z której czasami spada wodospad. Wylot żlebu znajduje się w pobliżu wylotu Niemieckiej Drabiny.
Spod następnej na wschód przełączki Rakuski Przechód opada Skrajny Lendacki Żleb.

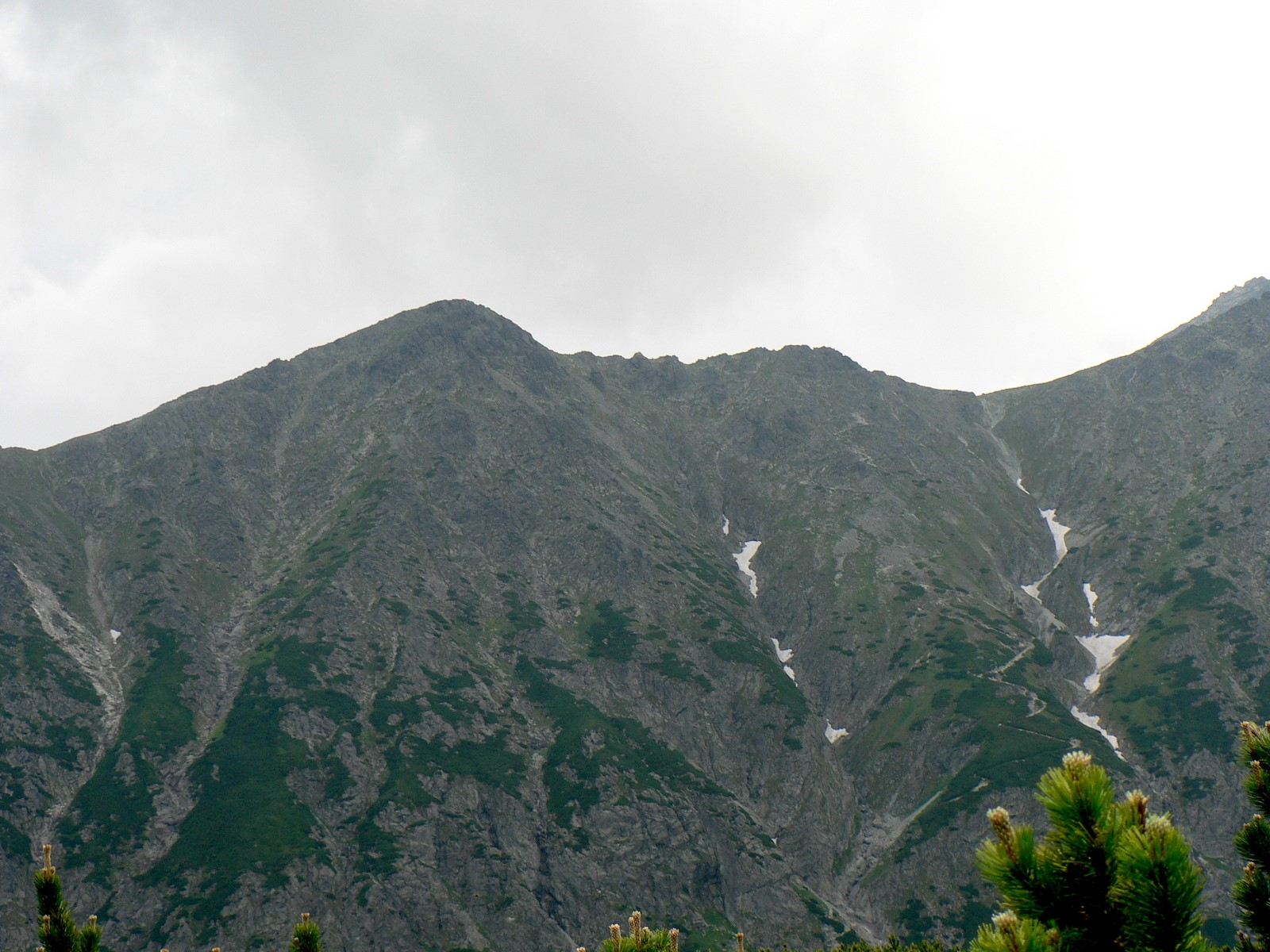
Skrajny i Zadni Lendacki Żleb